# Proctotrupídeos
Proctotrupídeos (Proctotrupidae) são vespas relativamente diversas que pertencem à superfamília Proctotrupoidea, da ordem de insetos Hymenoptera. Estas vespas medem entre 3 e 10 mm de comprimento, apresentando corpo relativamente robusto e negro, que normalmente atacam larvas de besouros (Coleoptera) da serrapilheira e da madeira. Algumas espécies foram descritas atacando larvas de moscas de fungos (Diptera: Mycetophilidae), ou mesmo de Lepidoptera. Em qualquer caso, as larvas empupam fora do hospedeiro, mas permanecem a ele conectadas pela parte posterior da superfície ventral. 
Os adultos são mais comumente observados em tempos chuvosos e locais sombreados. 
São mais de 1200 espécies de distribuição global, sendo distribuídas por 3 subfamílias: Vanhorniinae, Austrosephinae e Proctotrupinae. Inclui 27 gêneros, dos quais oito são registrados para a Região Neotropical. A segunda subfamília apresenta uma espécie de Austrocodrus conhecida no Neotrópico, e a terceira subfamília inclui mais de 300 espécies descritas pertencentes a 7 gêneros Neotropicais. No Brasil, são conhecidas ao menos 15 espécies de Proctotrupinae. 